# Perpezac-le-Noir
Perpezac-le-Noir är en kommun i departementet Corrèze i regionen Nouvelle-Aquitaine i de centrala delarna av Frankrike. Kommunen ligger  i kantonen Vigeois som tillhör arrondissementet Brive-la-Gaillarde. År 2022 hade Perpezac-le-Noir 1 254 invånare.

## Befolkningsutveckling
Antalet invånare i kommunen Perpezac-le-Noir
Referens:INSEE